# Jan Vilém Harant z Polžic a Bezdružic
Jan Vilém z Polžic a Bezdružic (v německé podobě Johann Wilhelm Harant von Polschitz und Weseritz, 29. září 1610, Soseň – 1643, Jilemnice) byl český šlechtic a voják, syn významného českého šlechtice Kryštofa Haranta z Polžic a Bezdružic.

## Životopis
Jan Vilém z Polžic a Bezdružic se narodil jako nejstarší syn Kryštofa Haranta z Polžic a Bezdružic a jeho třetí manželky Anny Salomeny Hradišť'ské z Hořovic. Za kmotra mu šel císař Rudolf II. 
Stejně jako jeho druhorozený bratr Jiří Leopold si zvolil vojenskou kariéru. V roce 1631 byl setníkem v armádě Albrechta z Valdštejna. 

### Manželství a rodina
V prosinci 1634 se oženil s Alžbětou Barborou Křineckou z Ronova († 1644). Tento sňatek však byl poněkud problematický, neboť Alžběta Barbora Křinecká byla protestantského vyznání a sňatek katolíka Jana Viléma byl sledován z císařského dvora. Před svatbou proto Alžběta Barbora musela přestoupit na katolickou víru. Z jejich manželství se narodili dva synové:
- Kryštof Bohumír
- Adolf Vilém

Dne 2. května 1637 odkoupil Jan VIlém od Alžběty Barbory se souhlasem jejích sester panství Jilemnici a Rokytnici za 64 000 kop míšeňských.

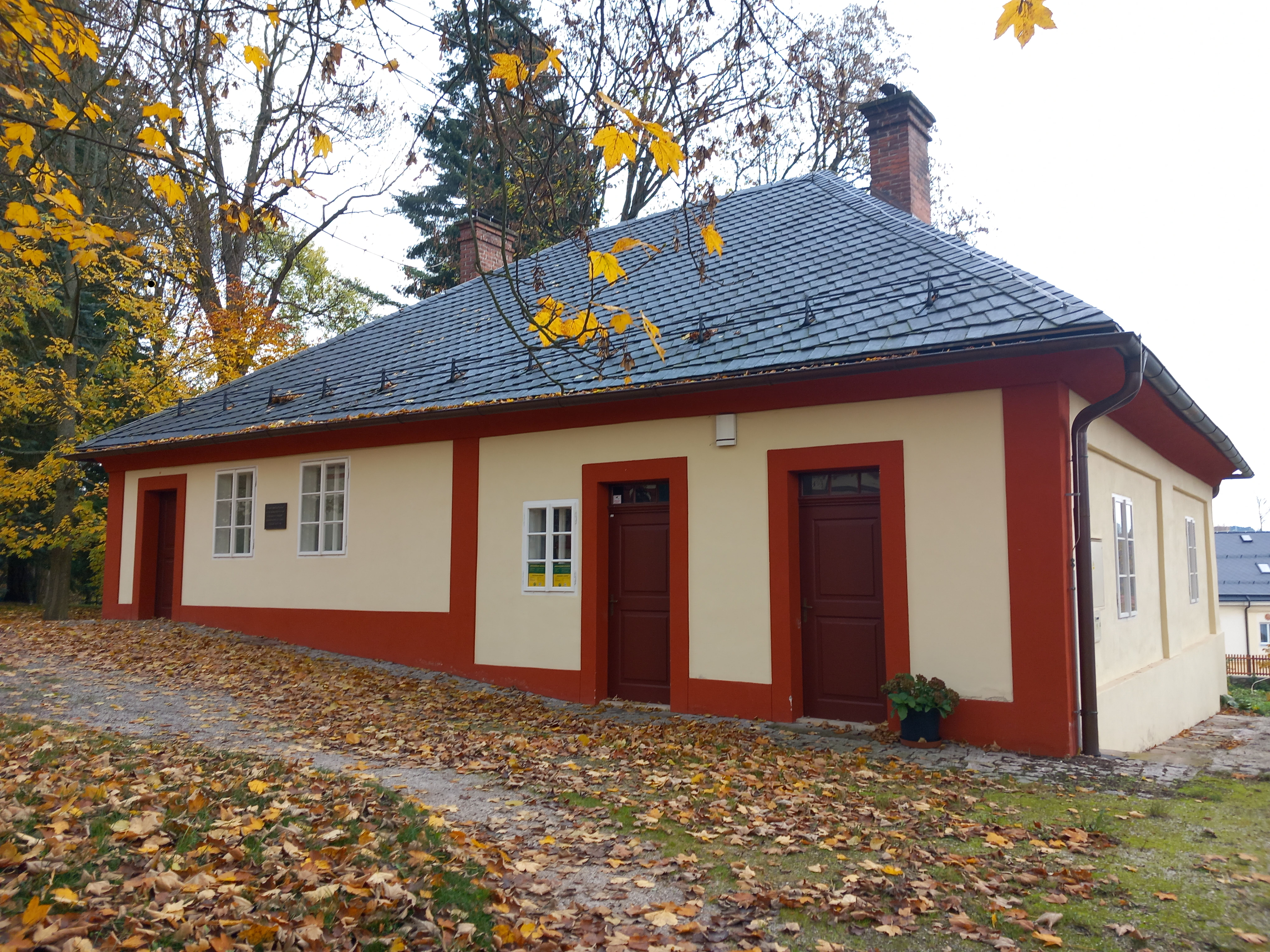
Místo někdejší kaple svaté Alžběty u jilemnického zámku

Jan Vilém Harant z Polžic a Bezdružic zemřel okolo léta 1643. Byl pohřben v kapli svaté Alžběty v Jilemnici, avšak roku 1786 byly rakve s ostatky Harantů přeneseny do zatím neobjevené krypty v interiéru jilemnického farního kostela sv. Vavřince.